# Oreothlypis virginiae
La reinita de Virginia o chipe de Virginia (Oreothlypis virginiae) es una especie de ave paseriforme de la familia Parulidae. Es de hábitos migratorios. En época reproductiva puebla el oeste de los Estados Unidos y en invierno se distribuye en México.

## Descripción
Los adultos miden en promedio 10 cm de longitud. Es un ave predominantemente gris, con las partes ventrales más claras y las alas y la cola más oscuras. Tiene un anillo ocular blanco. Puede tener una corona rojiza pálida en la cabeza. La rabadilla y el pecho presentan plumas amarillentas. La presencia de amarillo en el pecho es característica diagnóstica de esta especie, cercanamente relacionada con V. crissalis y V. luciae.

## Hábitat
Vive en zonas semiáridas de pastizales y matorrales. Durante la migración, además de matorrales, también vive en bosques de pinos o encinos. Se alimenta básicamente de insectos, generalmente en solitario.

## Distribución
Se reproduce en una amplia zona del oeste de los Estados Unidos, al este y sur de las Montañas Rocosas, desde Wyoming hasta Texas y Nuevo México. En invierno migra a través del norte de México para establecerse en áreas serranas del occidente y sur del país, de Nayarit a Oaxaca, incluyendo la Depresión del Balsas. Hay registros casuales en Guatemala y Belice.